# Fortunato Antonio Rossi
Fortunato Antonio Rossi (* 19. Januar 1919 in Gualeguaychú; † 21. August 1999) war ein argentinischer Geistlicher und römisch-katholischer Erzbischof von Corrientes.

## Leben
Fortunato Antonio Rossi empfing am 20. Dezember 1942 das Sakrament der Priesterweihe für das Erzbistum Paraná.
Am 24. Juli 1961 ernannte ihn Papst Johannes XXIII. zum Titularbischof von Dices und bestellte ihn zum Weihbischof in Paraná. Der Erzbischof in Paraná, Zenobio Lorenzo Guilland, spendete ihm am 22. Oktober desselben Jahres die Bischofsweihe; Mitkonsekratoren waren der Bischof von Catamarca, Adolfo Servando Tortolo, und der Bischof von Gualeguaychú, Jorge Ramón Chalup.
Papst Paul VI. bestellte ihn am 12. August 1963 zum Bischof von Venado Tuerto. Die Amtseinführung fand am 7. März 1964 statt. Am 11. November 1977 berief ihn Paul VI. zum Bischof von San Nicolás de los Arroyos. Die Amtseinführung erfolgte am 2. Januar 1978. 
Am 26. November 1983 ernannte ihn Papst Johannes Paul II. zum Erzbischof von Corrientes. Die Amtseinführung erfolgte am 17. März 1984. Am 7. April 1994 nahm Papst Johannes Paul II. das von Juan José Iriarte aus Altersgründen vorgebrachte Rücktrittsgesuch an.
Fortunato Antonio Rossi nahm an allen vier Sitzungsperioden des Zweiten Vatikanischen Konzils teil.